# Maison à pan de bois du 23 rue des Serruriers
 (août 2021).
La mise en forme du texte ne suit pas les recommandations de Wikipédia : il faut le « wikifier ».
Les points d'amélioration suivants sont les cas les plus fréquents. Le détail des points à revoir est peut-être précisé sur la page de discussion.
- Les titres sont pré-formatés par le logiciel. Ils ne sont ni en capitales, ni en gras.
- Le texte ne doit pas être écrit en capitales (les noms de famille non plus), ni en gras, ni en italique, ni en « petit »…
- Le gras n'est utilisé que pour surligner le titre de l'article dans l'introduction, une seule fois.
- L'italique est rarement utilisé : mots en langue étrangère, titres d'œuvres, noms de bateaux, etc.
- Les citations ne sont pas en italique mais en corps de texte normal. Elles sont entourées par des guillemets français : « et ».
- Les listes à puces sont à éviter, des paragraphes rédigés étant largement préférés. Les tableaux sont à réserver à la présentation de données structurées (résultats, etc.).
- Les appels de note de bas de page (petits chiffres en exposant, introduits par l'outil «  Source ») sont à placer entre la fin de phrase et le point final[comme ça].
- Les liens internes (vers d'autres articles de Wikipédia) sont à choisir avec parcimonie. Créez des liens vers des articles approfondissant le sujet. Les termes génériques sans rapport avec le sujet sont à éviter, ainsi que les répétitions de liens vers un même terme.
- Les liens externes sont à placer uniquement dans une section « Liens externes », à la fin de l'article. Ces liens sont à choisir avec parcimonie suivant les règles définies. Si un lien sert de source à l'article, son insertion dans le texte est à faire par les notes de bas de page.
- La présentation des références doit suivre les conventions bibliographiques. Il est recommandé d'utiliser les modèles {{Ouvrage}}, {{Chapitre}}, {{Article}}, {{Lien web}} et/ou {{Bibliographie}}. Le mode d'édition visuel peut mettre en forme automatiquement les références.
- Insérer une infobox (cadre d'informations à droite) n'est pas obligatoire pour parachever la mise en page.

Pour une aide détaillée, merci de consulter Aide:Wikification.
Si vous pensez que ces points ont été résolus, vous pouvez retirer ce bandeau et améliorer la mise en forme d'un autre article.
La rue des Serruriers à Laval, dans le département de la Mayenne, est la voie d'accès au Vieux-Laval à partir de la porte Beucheresse. Située à l'intérieur des remparts médiévaux, elle est bordée de plusieurs maisons du XVe siècle et du XVIe siècle. Parmi elles, la maison du no 23 (anciennement no 35) comporte une façade datée de 1503,, au début de la Renaissance française, et fait l'objet d'une protection au titre de l'inventaire supplémentaire des monuments historiques depuis le 5 février 1926. Cette maison, directement mitoyenne de la Porte Beucheresse, est en appui direct sur toute sa hauteur sur une section encore conservée de l'ancien mur de ville médiéval.
La maison comprend six niveaux : 2 niveaux de cave (une cave voûtée elle-même équipée d'une fosse d'aisance), un rez-de-chaussée, deux étages et un niveau de combles.

## Diagnostic archéologique
Un diagnostic archéologique conduit en janvier 2020, précédée d'opérations de dendrochronologie, a permis l'identification des différentes phases de construction de l'immeuble et abouti à rattacher l'édifice à un type de pan de bois dit « à lucarne monumentale », observable notamment dans le Val de Loire mais assez rare à Laval. La principale phase de construction (1503-1504) a donné à l'édifice son aspect actuel, avec la mise en œuvre de la façade sur rue et de la lucarne-pignon monumentale initialement bordée d'un toit gouttereau sur rue.
Au cours d'une phase datée de 1721-1745, la façade arrière de l'édifice a été remaniée sur toute sa hauteur, se traduisant par une surélévation des combles et l'installation d'un escalier à balustre.
La datation des structures de charpente a mis en évidence le réemploi de structures plus anciennes (1398-1413) : il n'a pas encore été déterminé l'origine de ces structures anciennes. Dans le cas d'un réemploi in-situ d'une construction préexistante, cela ferait de cette maison à pan de bois la plus ancienne datée (fin XIVe siècle) dans l'Ouest de la France.
Il apparaît que cette maison à pan de bois, comme l'essentiel des constructions médiévales du Vieux Laval, répondait à une triple fonction : professionnelle, avec un rez-de-chaussée largement ouvert sur l'extérieur, résidentielle avec les étages supérieurs, et ostentatoire avec la façade dotée d'une lucarne-pignon monumentale.

## Campagne de restauration
Un chantier de restauration générale, a été lancé en juillet 2021 en partenariat avec des acteurs institutionnels et avec le soutien de la Fondation du Patrimoine.

## Propriétaires successifs[8]
| Date                                    | Propriétaire                                       | Profession                                           | Descriptif de l'immeuble | Commentaire |
| 16xx                                    | Michel Chevalier                                   |                                                      | | Sa veuve y habite en 1688 avec son fils René. Y habite toujours en 1690 avec une partie de la maison occupée par François Cormier (Potier d'Etain)                               |
| 16xx                                    | René Chevalier                                     |                                                      | | |
| 169x                                    | Gillette Chevallier                                |                                                      | | Succession de son père. Maison occupée en 1693 par sa mère veuve, et par François Cormier, Potier d'Etain.                                                                       |
| 23/12/1705                              | François Cormier                                   | Pottier d'estain                                     | Une salle aussi boutique sur la rue, une cave au dessous, un petit salon au derrière de la salle, une chambre et une étude étant au-dessus de la salle et salon au dessus, une autre chambre au dessus et un grenier sur le tout. (…) avec trois cheminées dans tout le bâtiment | Contrat de bail en rente foncière. Une partie de la maison est exploitée par le repreneur et l’autre partie par la bailleresse pour y héberger sa mère                           |
| 23/12/1705                              | Ambroise Renaud                                    |                                                      | Une salle aussi boutique sur la rue, une cave au dessous, un petit salon au derrière de la salle, une chambre et une étude étant au-dessus de la salle et salon au dessus, une autre chambre au dessus et un grenier sur le tout. (…) avec trois cheminées dans tout le bâtiment | Contrat de bail en rente foncière. Une partie de la maison est exploitée par le repreneur et l’autre partie par la bailleresse pour y héberger sa mère                           |
| 1720                                    | Estienne Cormier                                   | Pottier d'étain                                      | | |
| 1748                                    | Mathurin Cormier                                   | Pottier d'étain                                      | | Y habite en 1753 avec ses pensionnaires : 6 personnes |
| 17xx                                    | Etienne Cormier                                    | Pâtissier                                            | | |
| 17xx                                    | Anne Louise Cormier                                | Pâtissières                                          | | Succession de leur père |
| 17xx                                    | Michelle Cormier                                   | Pâtissières                                          | | Succession de leur père |
| 18 Vendémiaire de l'An XIII (1804-1805) | Charles Vivien (père)                              | Marchand                                             | Maison située au haut de la rue des Serruriers de cette ville, proche la porte Beucheresse, ayant ouverture de boutique sur ladite rue | |
| 18 Vendémiaire de l'An XIII (1804-1805) | Jacquine Robert                                    |                                                      | Maison située au haut de la rue des Serruriers de cette ville, proche la porte Beucheresse, ayant ouverture de boutique sur ladite rue | |
| 24/09/1827                              | Charles Vivien (fils - Usufruitier)                | Conducteur dans les Ponts et Chaussées)              | | Donation partage |
| 28/04/1830                              | Marie Joseph Laurent                               |                                                      | Maison située au haut de la rue des Serruriers près la Porte Beucheresse | |
| 28/04/1830                              | Marie Joseph Laurent                               |                                                      | Maison située au haut de la rue des Serruriers près la Porte Beucheresse | |
| 28/04/1830                              | Anne Landelle (ou Landais)                         |                                                      | Maison située au haut de la rue des Serruriers près la Porte Beucheresse | |
| 18xx                                    | Alphonse Laurent                                   | Employé                                              | | Succession |
| 18xx                                    | Angélique Laurent                                  |                                                      | | Succession |
| 18xx                                    | Claire Laurent                                     |                                                      | | Succession |
| 18xx                                    | Guillaume Dartige                                  |                                                      | | Succession |
| 18xx                                    | Henriette Laurent                                  |                                                      | | Succession |
| 18xx                                    | Marie Anne Laurent                                 |                                                      | | Succession |
| 18xx                                    | Guillaume Sauvage                                  | Négociant                                            | | Succession |
| 18xx                                    | Joseph Joachim Laurent                             |                                                      | | Succession |
| 18xx                                    | Caroline Anne Landelle                             | Marchande                                            | | Succession |
| 27/10/1859                              | Jean Paumart (ou Pannard)                          |                                                      | Maison à Laval près la Porte Beucheresse Grande cave voûtée RDC: Magasin, cuisine | PV d'adjudication |
| 27/10/1859                              | Anne (H)Ardange                                    |                                                      | Maison à Laval près la Porte Beucheresse Grande cave voûtée RDC: Magasin, cuisine | PV d'adjudication |
| 03/06/1890                              | Joseph Labouré                                     | Ouvrier Teinturier                                   | | Allocation de ce lot par tirage au sort dans le cadre de la succession de la sœur de Mme Hardange                                                                                |
| 03/06/1890                              | Clémence Hardange                                  |                                                      | | Allocation de ce lot par tirage au sort dans le cadre de la succession de la sœur de Mme Hardange                                                                                |
| 02/05/1907                              | Arthur Boisseau                                    | Propriétaire de Vignobles Maître Boulanger-Pâtissier | Magasin de dépôt de marchandises comprenant : - deux pièces au RDC - une chambre au 1er - une pièce mansardée au 2e Grenier Cave | Acquisition par les locataires |
| 02/05/1907                              | Mélanie Fouilleul                                  |                                                      | Magasin de dépôt de marchandises comprenant : - deux pièces au RDC - une chambre au 1er - une pièce mansardée au 2e Grenier Cave | Acquisition par les locataires |
| 17/07/1928                              | Emile Moreau                                       | Entrepreneur de Travaux Publics                      | Un bâtiment comprenant: - RDC: Une pièce à usage de fournil, four - 1er : une pièce à usage de fruitier et de réserve de braise - Grenier - Cave | Succession de M. Boisseau Vente par voie de licitation (audience des criées) Vente commune avec la Porte Beucheresse (N°5, Tour côté Ouest) et remise Ruelle de la Corderie n°16 |
| 22/06/1933                              | Jules Ferdinand Demée                              |                                                      | | Acquisition à la suite d'une liquidation judiciaire. Vente commune avec la Porte Beucheresse (N°5, Tour côté Ouest) et remise Ruelle de la Corderie n°16                         |
| 08/09/1949                              | Marthe Bourgouin (En religion: Mère Marie Bernard) | Religieuse                                           | | Succession de sa sœur |
| 16/12/1949                              | Alexis Romagné                                     | Boulanger                                            | RDC: Pièce à usage de fournil, four 1er : chambre à farine 2e : Pièce à usage de fruitier et réserve à braise Grenier Cave | Vente commune avec la Porte Beucheresse (N°5, Tour côté Ouest) et remise Ruelle de la Corderie n°16                                                                              |
| 16/12/1949                              | Henriette Dubois                                   |                                                      | RDC: Pièce à usage de fournil, four 1er : chambre à farine 2e : Pièce à usage de fruitier et réserve à braise Grenier Cave | Vente commune avec la Porte Beucheresse (N°5, Tour côté Ouest) et remise Ruelle de la Corderie n°16                                                                              |
| 26/11/1966                              | Guy Béranger                                       |                                                      | | |
| 02/10/1998                              | Commune de Laval                                   |                                                      | | Rente annuelle viagère |
| 30/06/2005                              | Guy Béranger                                       |                                                      | Bâtiment en très mauvais état Cave en sous-sol RDC: Une pièce avec un four de boulangerie 1er : 2 pièces, dégagement et water-closet 2e: combles et grenier Grenier | Droit de rétrocession exercé par le précédent propriétaire |
| 16/06/2013                              | MJC Immobilier (SNC)                               |                                                      | | Apport en société (SNC) |
| 28/01/2019                              | Fabrice Collet                                     |                                                      | | |